# اچ‌ام‌اس پورپویز (ان۱۴)
اچ‌ام‌اس پورپویز (ان۱۴) (به انگلیسی: HMS Porpoise (N14)) یک زیردریایی بود که طول آن ۲۸۹ فوت (۸۸ متر) بود. این زیردریایی در سال ۱۹۳۲ ساخته شد.